# Лентова змиорка
Лентовата змиорка, още плоска змиорка или плоска морена (Rhinomuraena quaesita), е вид змиорка от семейство муренови (Muraenidae). Видът не е застрашен от изчезване.

## Разпространение и местообитание
Разпространен е в Австралия (Западна Австралия, Куинсланд и Северна територия), Американска Самоа, Гуам, Индонезия, Мавриций, Малдиви, Маршалови острови, Нова Каледония, Остров Рождество, Острови Кук, Палау, Папуа Нова Гвинея, Провинции в КНР, Реюнион, Самоа, Северни Мариански острови, Сейшели, Тайван, Танзания, Тонга, Филипини, Френска Полинезия и Япония.
Обитава крайбрежията и пясъчните дъна на океани, морета, лагуни и рифове. Среща се на дълбочина от 1 до 67 m, при температура на водата около 26,9 °C и соленост 35,3 ‰.

## Описание
На дължина достигат до 1,3 m.